# 카탸 카바노바

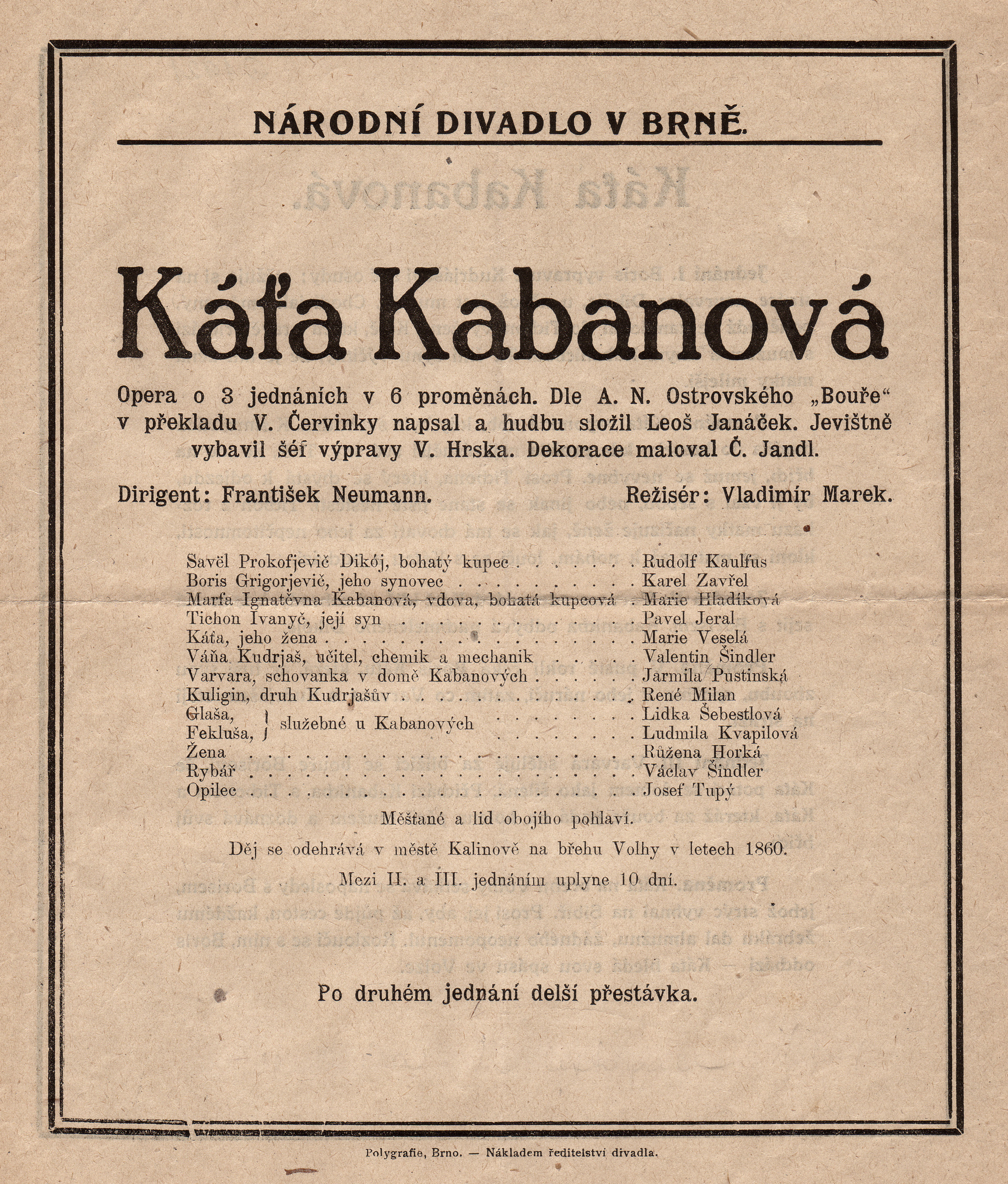

카탸 카바노바(체코어: Káťa Kabanová)는 체코의 레오시 야나체크가 작곡한 3막의 오페라로, 1921년 11월 23일에 브르노에 있는 "브르노 국립 극장"에서 처음 공연되었다. 이 작품은 러시아 작가 알렉산더 오스트로브스키의 희곡,《폭풍우(Groza)》를 빈첸츠 체르빈카가 체코어 번역한 것에 기초로 두며, 카밀라 스토스슬로바를 향한 야나체크의 사랑에서 대부분 영감을 받았다. 야나체크는 카밀라에게 이 오페라를 헌정하였다.《카탸 카바노바》는 자주 그의 첫 번째로 "성숙한" 오페라로 여겨졌는데, 실상 이 오페라가 초연될 시 야나체크는 67세였다.
줄거리는 시모의 심한 간섭에 옥죄어 살던 카탸가, 남편이 없는 동안 사촌 시동생과 사랑에 빠진 이야기를 그린다. 다른 등장인물들이 상대적으로 덜 묘사되었지만, 카탸는 가장 기억할 만한 음악과 불안정한 심리 상태의 묘사로, 오페라를 장악한다. 결말은 그들의 부정이 알려진 뒤, 그의 연인은 강제에 의해 멀리 떠나게 되고, 카탸는 강에 뛰어들어 자살하게 됨으로 끝을 맺는다.

## 등장인물
- 카바노프家 사람들

디코이(Dikoj, 베이스) - 부유한 상인, 카바노프 집안의 가장, 조카와 직원들에게는 위압적이나, 아내를 전적으로 의지함
카바니하(Kabanicha, 메조소프라노) - 카바노프 집안의 여주인, 티혼의 어머니, 카탸의 가혹한 시모
티혼(Tichon, 테너) - 디코이 카바니하의 아들, 카챠의 우유부단한 남편
카탸(Kát'a, 소프라노)- 카바노프 집안의 며느리, 티혼의 아내이나 사촌 시동생인 보리스를 사랑함
바르바라(Varvara, 메조소프라노) - 카바노프의 양녀, 쿠드르야시의 연인, 카탸를 연민하며 도와주려함
- 바슬라프家의 직원, 하인

보리스 그리고르에비치(Boris Grigorjevic', 테너) - 디코이의 조카, 카탸를 사랑함.
바나 쿠드르야시(Ván'a Kurdjás, 테너) - 디코이의 직원, 바르바라의 연인
글라샤(Glasá, 메조소프라노) - 카바노바 집의 하녀
페클루샤(Feklusá, 메조소프라노) - 카바노바 집의 하녀
- 기타

쿨리간(Kuligan, 바리톤) - 바냐의 친구
합창 - 마을 사람들

## 줄거리
1860년대, 볼가강(Volga, 도나우 강) 근처,

### 1막
젊은 직원인 바냐 쿠드르야시는 볼가강 경치의 아름다움을 찬미하나, 글라샤는 별 감동을 받지 못한다. 그들은 주인과 그 조카가 무대로 등장하자, 바로 그 자리를 떠난다. 위압적인 상인 디코이 카바노프는 조카인 보리스 그리고르에비치로에게 계속해서 질책한다. 디코이는 여주인인 카바니하가 집에 없다는 것을 알고, 그녀를 찾으러 젠걸음으로 사라진다. 바냐는 보리스에게 어째서 그러한 학대를 참고 견디느냐고 묻는다. 보리스는 자신의 부모님이 돌아가신 후, 유산을 상속받으려면, 삼촌을 존경심을 가지고 대해야한다는 조건이 붙어있다고 말한다. 도망가고 싶어도, 기숙학교에 있는 여동생을 생각해서 참는다고 얘기한다. 예배가 끝난 후 카바노프 집안 사람들이 돌아오고, 보리스는 바냐에게 사촌 형수인 카챠를 몰래 사랑하고 있다고 고백한다.
바냐와 보리스가 그 자리를 떠나고, 늙은 카바니하는 아들인 티혼에게, 아내만 챙기고, 자신에 대한 애정의 부족을 이유로 꾸짖는다. 티혼은 어머니를 기쁘게 하려하고, 카탸도 마찬가지로 카바니하에게 그들은 카바니하를 사랑하고 존경한다고 말한다. 카바니하의 날카로운 응수에 카탸는 집으로 들어가고, 곧 그녀의 시모도 집안으로 들어간다. 티혼은 그가 아내를 버릇없게 만들었다는 비난에 기분이 울컥한다. 티혼은 그 집안의 양녀인 바르바라에게 불평하지만, 바르바라는 티혼이 카탸의 권리를 위해 싸우긴 보단, 술마시고 곧 잊어버리는 게 좋을 것이라 반격한다.
집안에서 카탸는 바르바라에게 꿈꾸 듯, 자신이 어린 시절에 얼마나 자유롭고 행복했는지 말한다. 그녀는 다른 이를 사랑한다고 고백한다. 카챠가 자신이 누구에게 맘이 끌리는지 말하기 전에, 티혼이 안부의 인사를 전하러 온다. 티혼은 어머니의 명령으로 카잔에 잠시 다녀오려한다. 카탸는 그에게 그곳에 가지 말고, 아님 같이 가자고 간청하나, 티혼은 이를 거절한다. 카탸는 그가 없는 동안, 자신이 낯선이와 말하지 않을 것을 맹세하게끔 티혼에게 말한다. 어리둥절한 티혼은 아내의 문제가 무어인지 궁금해한다. 카바니하는 이제 떠날 시간이고, 티혼에게 그가 없는 동안 아내가 어떻게 처신해야하는지 말하라고 덧붙인다. 티혼은 아내에게 의무적으로 카탸는 카바니하를 자신의 어머니처럼 섬기고, 현명하게 처신해야한다고 말한다. 그는 어머니에게 인사한 후, 카챠에게 키스하고, 서둘러 떠난다.

### 2막
여자들이 한 곳에 모여 자수를 놓는다. 카바니하는 카탸에게 티혼의 부재에 어떠한 슬픔의 표시를 하지 않는다고 비난한다. 카바니하가 떠난 후, 바르바라는 카탸에게 멀리 떨어진 정원의 열쇠를 보인다. 그녀는 거기서 연인을 만날 예정이고, 카탸의 손에 열쇠를 건내주며, 카탸도 같은 행동을 할 수 있다고 암시한다. 카탸는 주저하지만 운명이 이끄는 대로, 보리스를 만나러 가리라 결심한다. 어둠이 짙어지자, 카탸는 밖으로 나간다. 카바니하는 술에 취한 디코이와 함께 재등장한다. 그는 그녀가 자신이 얘기할 수 있는 오직 한 사람이라 말한다. 그는 자신의 여린 마음을 이용한다고 불평한다. 한 소작농이 최근 그를 화나게 했지만, 그 남자에게 용서를 빌러 무릎을 꿇었다고 말한다. 디코이가 엉엉울며 얘기하자, 카바니하는 새침하게 자기 자신을 추스리라고 말한다.
정원에서 바르바라를 기다리면서, 바냐는 자신의 연인처럼 자립적인 처녀에 관한 노래를 부르며 즐거워한다. 바냐는 정원으로 오라는 전갈을 받은 보리스가 등장에 놀란다. 바르바라가 등장하여, 바냐의 노래를 즐거이 따라부른다. 그 둘은 강가로 산책하기 위해 떠난다. 카탸가 나타나자, 보리스는 그의 사랑을 부르짖는다. 카탸는 처음 외직 죄와 파멸을 생각하여 주저하지만, 마침내 자신의 억압된 감정을 쏟으며, 보리스를 껴안는다. 바냐와 바바라가 돌아오자, 그들도 산책하러 간다. 바르바라는 혹시나 그 늙은 카바니하가 그들 중 누구라도 찾을 수도 있으니 주의하라고 말한다. 두 번째 커플의 환희에 가득찬 소리가 들려오자, 바냐와 바르바라는 그들을 부르며, 이제 집에 갈 시간이라 말한다.

### 3막
바냐와 친구인 쿨리간은 강 기슭을 산책하다, 폭풍우로 다른 이들과 함께 폐허가 된 건물로 피신한다. 디코이가 등장하자, 바냐는 새로운 발명품인 번개 지팡이에 대해 얘기하며, 그를 달래려 한다. 디코이를 화를 내며, 폭풍우는 전기가 아니라 신의 징벌이라 주장한다. 비가 그침에 따라 사람들은 피신처를 떠나고, 바냐는 보리스와 바르바라와 막부딪친다. 바르바라는 티혼이 돌아왔다고 말하고, 카탸는 당황한다. 카바니하가 티혼과 카챠에게 다가가자 다들 물러선다. 구경꾼들은 처음엔 카탸가 다시 돌아오는 폭풍우에 겁을 먹었다고 추측한다. 카챠는 모두가 있는 앞에서, 티혼에게 그가 없는 동안 보리스와 함께 시간을 보냈다고 고백한다. 그녀는 폭풍우가 치는 밖으로 달려간다.
저녁이 다가오면서 폭풍우가 잠잠해졌다. 티혼은 미친 사람처럼 강둑을 따라 카탸를 찾으려 한다. 바르바라와 바냐가 그를 도우면서, 모스크바로 도망가서, 자신들만의 새 인생을 이끄리라 결심한다. 수색자들이 사라지자, 카탸가 등장하고, 자신의 고백이 자신에게 불명예를 가져오고, 보리스를 욕되게 했음을 깨닫는다. 그녀의 삶은 지속되는 고통이라, 카탸는 마지막으로 연인을 보길 간절히 원한다. 보리스가 서성거리다가 그녀를 발견하고 놀란다. 그들은 서로 부둥껴안고, 그는 삼촌이 자신을 멀리 다른 고장으로 보내려고 한다고 말한다. 카탸는 자신은 어떻게 될지, 그녀의 마음은 정신없기만 하다. 카탸는 보리스에게 작별의 인사를 하고, 보리스가 슬픔에 가득차 사라진다. 카탸는 신이 자신의 죽음으로 세상을 재개할지에 대해 생각하고, 곧 강물에 몸을 던진다. 쿠리간은 강둑 멀리에서 카탸가 뛰어더는 것을 보고, 도움을 요청한다. 티혼이 달여나오고, 카바니하가 뒤따른다. 티혼은 카바니하가 카탸의 자살로 몰고갔다고 비난한다. 그동안 구경꾼들이 배를 가져와 도움을 주려고 한다. 디코이가 카탸의 시체를 건져와서 바닥에 내려놓고, 티혼은 주저앉아 흐느껴운다. 이에 냉정한 카바니하는 구경꾼들에게 도움을 줘서 고맙다고 인사한다.

## 참조 문헌
- Tyrrell, John (1982). 'Leoš Janáček: Kát’a Kabanová' - the Cambridge Opera Handbook - (Cambridge: Cambridge University Press, 1982)
- Tyrrell, John (2006/7). 'Janáček: Years of a Life', London - A Two Volume biography of the composer by the leading authority - (London: Faber and Faber, 2006/7)